# Сом (департамент)
Вижте пояснителната страница за други значения на Сом.
Сом (на френски: Somme, по името на река Сома) е департамент в регион О дьо Франс, северна Франция. Образуван е през 1790 година от основната част на дотогавашната провинция Пикардия и получава името на река Сома. Площта му е 6170 км², а населението – 570 923 души (2016). Административен център е град Амиен.